# Phalanx Games
Phalanx Games est un éditeur de jeux de société basé aux Pays-Bas. Il a cessé son activité en 2013. D'anciens collaborateurs polonais poursuivent leur activité d'éditeur de jeux sous le même nom, mais avec une tout autre ligne éditoriale (wargames, jeux historiques à thèmes forts).

## Quelques jeux édités
- 2004 : La Guerre de l'Anneau, de Marco Maggi, Francesco Nepitello et Roberto Di Meglio - International Gamers Awards  deux joueurs 2005
- 2004 : Hektor und Achill, de Leo Colovini, Francesco Nepitello et Marco Maggi
- 2004 : Maharaja, de Wolfgang Kramer et Michael Kiesling - Nederlandse Spellenprijs  2004
- 2005 : Go West, de Leo Colovini
- 2005 : Mesopotamien, de Klaus-Jürgen Wrede
- 2007 : Chicago Poker, de Bruno Cathala